# Jan Hendrik Willem Verzijl
Jan Hendrik Willem Verzijl (Utrecht, 31 augustus 1888 − Driebergen, 21 mei 1987) was een Nederlands jurist en hoogleraar.

## Biografie
Verzijl werd geboren als zoon van de spoorwegambtenaar Jan Floris Verzijl en Petronella Geertruida Pieters. Hij trouwde in 1912 met Harriet Wilhelmina Nicolina Verloop (1885-1976), telg uit het geslacht Verloop, met wie hij drie kinderen kreeg. Verzijl bezocht in zijn geboorteplaats twee jaar lang de rijks-HBS en doorliep hier vervolgens het Christelijk Gymnasium. Hij studeerde in 1910 af aan de Universiteit Utrecht in de rechten waarin hij op 32 stellingen promoveerde. Vervolgens promoveerde hij daar ook in de staatswetenschappen in 1917 bij prof. Jan de Louter op Het prijsrecht tegenover neutralen in den wereldoorlog van 1914 en volgende jaren; dit werk, dat rond de 1500 pagina's telde, vertaalde hij in het Frans en geldt als een standaardwerk over dit onderwerp. Van 1910 tot 1919 werkte hij op de gemeentesecretarieën van Leiden en vervolgens Utrecht; in deze jaren voorzag hij vele wetten van aantekeningen en commentaar. In het laatste jaar werd hij benoemd tot hoogleraar Volkenrecht als opvolger van zijn promotor De Louter; dit ambt zou hij tot zijn emeritaat in 1958 bekleden (afgezien van de jaren rond de Tweede Wereldoorlog). Hij richtte zich met name op de Volkenbond.
In 1938 vroeg hij ontslag, als gevolg van de volkenrechtelijke ontwikkelingen die hij in Europa zag. Vervolgens aanvaardde hij aan de Universiteit van Amsterdam een hoogleraarschap in het volkenrecht en het staats- en administratief recht van de overzeese gebiedsdelen, dat was vrijgekomen na het emeritaat van Philip Kleintjes. In 1941 werd hij als zodanig door de bezetter ontslagen. Na de oorlog werd hij in zijn ambt hersteld maar verruilde die betrekking voor het professoraat in het volkenrecht aan de Universiteit Leiden, als opvolger van de door de oorlogsomstandigheden omgekomen prof. mr. Ben Telders (1910-1945). In 1947 keerde hij terug naar Utrecht om zijn eerder ambt weer op te nemen, en nu tot zijn emeritaat; in het academisch jaar 1950-1951 was hij rector magnificus. Ter gelegenheid van zijn 70e verjaardag werd hem door collegae een feestbundel aangeboden.
Tijdens Verzijls werkzame leven heeft hij met name veel betekend door de uitgaven van werken over het internationaal recht: The jurisprudence of the World Court. A case by case commentary en de 12-delige reeks International law in historical perspective. Hij gold evenwel niet als een voorstander van de Verenigde Naties wier rol hij lager aansloeg dan die van de eerdere Volkenbond.
Verzijl trad tevens op als rechter, onder andere in internationale geschillen. Na de oorlog werd hij vicevoorzitter van de Bijzondere Raad van Cassatie waardoor hij meewerkte aan de berechting van Rauter, Lages, Weinreb en de 'Drie van Breda'.
Op 16 april 1934 werd hij benoemd tot lid van de Koninklijke Nederlandse Akademie van Wetenschappen en hij was lid van het Institut de Droit International. Prof. dr. J.H.W. Verzijl overleed in een Driebergs verzorgingstehuis op 98-jarige leeftijd.

### Wetscommentaren
De onderstaande uitgaven zijn uitgaven met aantekeningen van de hand van Verzijl. In veel gevallen is hij niet de eerste (of de laatste) die de betreffende wet van commentaar voorzag. Er is niet aangegeven van, of vanaf welke druk hij deze bezorgde; wel geeft het jaartal aan van welke jaaruitgave hij voor de commentaar verantwoordelijk was.
- Grondwet voor het Koninkrijk der Nederlanden naar de wijziging van 1917. Zwolle, 1917 en 1919².
- Besluit van 2 december 1916, S. 522, tot vaststelling van algemeene regelen voor het verleenen van subsidiën ten behoeve van werkloozenkassen (werkloosheidsbesluit 1917). Zwolle, 1917.
- Wet van den 10den april 1869, S. 65, zoals deze wet nader is gewijzigd ... tot vaststelling van bepalingen betrekkelijk het begraven van lijken, de begraafplaatsen en de begrafenisregten. Zwolle, 1917.
- Wet van den 22sten Maart 1917, S. 243, tot heffing van rechten van registratie. Registratiewet 1917. Zwolle, 1917 en 1917².
- Wet van den 20sten April 1895, S 54, ... (Waardewet 1906, S. 216) en Wet van den 14den December 1916, S. 530, ..., betreffende heffing van Statistiekrecht (Wet op het statistiekrecht 1916, S. 530). Zwolle, 1917.
- Wet van den 24sten Juni 1901, S. 160, zooals die wet gewijzigd is bij de wetten van 27 April 1906, S. 73, 13 Juli 1907, S. 187, 30 December 1909, S. 421, 28 April 1913, S. 148 en 27 Mei 1916, S. 205 tot regeling van de landweer en van de opheffing van de schutterijen. Landweerwet. Zwolle, 1917.
- Wet van den 21sten Juni, 1881, S. 70, tot inrichting van eenen dienst ter verzending met de post van pakketten, een gewicht van 5 kilogram niet te boven gaande, zooals die wet is aangevuld en gewijzigd bij de wet van 16 December 1916, S. 549. Pakketpostwet (S.1917, n°.566). Zwolle, 1917.
- Wet van den 27sten September 1892, S. 223, ... op de vermogensbelasting. Zwolle, 1917.
- Wet van den 19den December 1914, S. 563, gewijzigd 16 April 1915 tot heffing eener inkomstenbelasting. Zwolle, 1917.
- Wet van den 7den Juli 1900, S. 111, houdende bepalingen tot regeling van den leerplicht. Leerplichtwet. Zwolle, 1917.
- Wet van den 26en Maart 1917, Stbl. 257, tot voorkoming van onredelijke opdrijving van de huurprijzen van woningen van lagere huurwaarde. Huurcommissiewet. Zwolle, 1917.
- Wet van den 30sten Augustus 1917, S. 575, houdende bepalingen betreffende het behoud en de onteigening van bosschen en andere houtopstanden. Nood-boschwet. Zwolle, 1917.
- Wet van den 17den Juni 1918, S. 378, tot regeling van het Archiefwezen (Archiefwet 1918). Zwolle, 1918.
- Wet van den 14den september 1866, S. 138, ..., houdende bepalingen betrekkelijk de inkwartieringen en het onderhoud van het krijgsvolk, .... Zwolle, 1918.
- Wet van 28 Augustus 1851, S. 125, zooals die wet is gewijzigd bij de wetten van 1 Juni 1861, S. 54, ..., regelende de onteigening ten algemeenen nutte en de wet van 27 Maart 1915, S. 171, tot tijdelijke afwijking van die wet. Zwolle, 1918.
- Wet van den 2den Mei 1863, S. 50, zooals deze bij de wetten van 28 Juni 1876, S. 143, 25 April 1886, S. 64, 9 Mei 1890, S. 78, 28 mei 1901, S. 123, 22 Mei 1905, S. 141, 5 Juni 1905, S. 154, 27 Mei 1907, S. 128, 14 Juni 1909, S. 173, 15 December 1917, S. 700 en 28 April 1918, S. 267, is gewijzigd, houdende regeling van het Middelbaar Onderwijs met besluiten ter uitvoering. Zwolle, 1918.
- Wetten houdende voorzieningen tegen besmettelijke ziekten : met aanteekeningen, besluiten ter uitvoering. Zwolle, 1918.
- Wet van den 18den Juni 1918, S. 419, houdende bepalingen betreffende de Staatszorg voor de paardenfokkerij (Paardenwet 1918, S.419). Zwolle, 1918.
- Wet van den 11den Januari 1918, S. 4, tot heffing eener dividend- en tantième-belasting (Wet op de dividend- en tantièmebelasting 1917. Zwolle, 1918.
- Wet van den 13den juni 1857, S. 87, zooals deze wet is gewijzigd ..., tot regeling der jagt (Jagtwet). Zwolle, 1918.
- Wet van den 17den november 1876, S. 227, zooals die wet is bij de wetten van 7 Mei 1978, ... tot regeling der coöperatieve vereenigingen. Zwolle, 1918.
- Wet van den 15den December 1917, S. 703, houdende voorschriften omtrent aanleg en instandhouding van spoorwegen, waarop uitsluitend met beperkte snelheid wordt vervoerd, op wegen niet onder beheer van het Rijk. Zwolle, 1918.
- Wet van den 22sten juni 1916, S. 288, ..., tot heffing eener oorlogswinstbelasting (Wet op de oorlogswinstbelasting 1916). Zwolle, 1918.
- Wet van den 6den Juli 1850, S. 39, zooals die wet laatstelijk is gewijzigd bij art. VIII van de Additionnele Artikelen der Grondwet naar de wijziging van 1917, regelende de samenstelling en macht van de Provinciale Staten. Provinciale wet. Zwolle, 1918.
- Wet van den 2den Mei 1897, S. 124, zooals die wet is gewijzigd bij de wet van 11 Januari 1904, S. 5, tot herziening van de belastbare opbrengst der Gebouwde Eigendommen. Zwolle, 1918.
- Wetten van den 22sten Juni 1914, S. 262, houdende bepalingen tot bescherming van in het wild levende nuttige dieren (nuttige dierenwet 1914) en van den 15den December 1917, S. 706, houdende bepalingen tot bescherming van mollen en kikvorschen (mollen-& kikvorschenwet). Zwolle, 1918.
- Wet van den 28sten Juni 1881, S. 97, zooals deze wet laatstelijk is gewijzigd bij de wet van 7 Januari 1911, S. 22, houdende wettelijke bepalingen tot regeling van den kleinhandel in sterken drank en tot beteugeling van openbare dronkenschap (drankwet). Zwolle, 1918.
- Wet van den 17den november 1876, S. 227, zooals deze wet nader is gewijzigd tot regeling der coöperatieve vereenigingen. Zwolle, 1918.
- Wet van den 28sten April 1913, S. 149, zooals die wet nader is aangevuld en tijdelijk gewijzigd tot regeling van de verplichtingen ten aanzien van den landstorm (landstormwet). Zwolle, 1918.
- Wet van den 29sten Juni 1851, S. 85, zooals deze wet nader is gewijzigd regelende de samenstelling, inrigting en bevoegdheid der gemeentebesturen (Gemeentewet). Zwolle, 1918.
- Wetten houdende pensioenregeling voor de gemeenteambtenaren (Pensioenwet voor de gemeenteambtenaren 1913) en houdende pensioenregeling voor de weduwen en weezen van gemeenteambtenaren en van gepensionneerde of op wachtgeld gestelde gemeenteambtenaren (Weduwenwet voor de gemeenteambtenaren 1913). Zwolle, 1918.
- Wet van den 26sten Maart 1917, S. 257, tot voorkoming van onredelijke opdrijving van de huurprijzen van woningen. Huurcommissiewet (zooals die wet is gewijzigd bij de wet van 25 Maart 1918, S. 182) en  Wet van den 25sten Maart 1918, S. 182, tot voorkoming van ontruiming van woningen. Huuropzeggingswet. Zwolle, 1918.
- Wet van den 20sten April 1918, S. 259, tot verkrijging door landarbeiders van land met woning in eigendom of van los land in pacht (landarbeiderswet). Zwolle, 1918.
- Wet van den 26sten April 1918, S. 276, tot opheffing van belemmeringen, aan de totstandkoming en de instandhouding van electriciteitswerken in den weg gelegd. Zwolle, 1918.
- Wet van den 26sten Juli 1918, S. 493, tot instelling van een handelsregister (Handelsregisterwet 1918, S. 493). Zwolle, 1918.
- Burgerlijk wetboek zooals het bij verschillende wetten is aangevuld en gewijzigd met verwijzing naar betrekkelijke wetsbepalingen, bijlagen enz.. Zwolle, 1919.
- Wet van den 2den Juni 1875, S. 95, zooals die wet is gewijzigd bij de wetten van 19 December 1876, S. 255, ... : tot regeling van het toezicht bij het oprichten van inrichtingen welke gevaar, schade of hinder kunnen veroorzaken (Hinderwet). Zwolle, 1919.
- Wet van den 26sten Juli 1918, S. 492, zooals die wet is gewijzigd bij de wet van 11 Januari 1919, S. 16, houdende regeling betreffende woonwagens en woonschepen (Wet op woonwagens en woonschepen 1918, S.492). Zwolle, 1919.
- Wetten tot regeling van de Pensioenen der Burgerlijke Ambtenaren, Leeraren en Onderwijzers. Zwolle, 1919.
- Wet van den 22sten Juni 1901, S. 158 (zooals die wet is gewijzigd bij de wetten van 2 Januari 1905, S. 4, 16 April 1915, S. 198 en 26 Juli 1918, S. 499) houdende wettelijke bepalingen betreffende de volkshuisvesting (Woningwet). Zwolle, 1919.
- Besluit van den 3den September 1918, S. 541, tot vaststelling van regelen ten aanzien van de bezoldiging van burgelijke Rijksambtenaren (zooals dat besluit is gewijzigd bij besluit van 31 December 1918, S. 840). Bezoldigingsbesluit Burgerlijke Rijksambtenaren 1918 (S. no. 541). Zwolle, 1919.
- Wet van den 21sten juni 1901, S. 157, houdende regeling van het staatstoezicht op de volksgezondheid (Gezondheidswet). Zwolle, 1919.
- Wet van den 17den juni 1918, S. 379, ter voorziening in den woningnood (Woningnoodwet 1918, Staatsblad No. 379). Zwolle, 1919.
- Wet van den 24sten Mei 1897, S. 156, aangevuld bij de wet van 3 Juni 1905, S. 151, voor zooveel deze betreft de regeling der financieele verhouding tusschen het Rijk en de Gemeenten en herziening der algemeene regelen ten aanzien der plaatselijke belastingen. Zwolle, 1919.
- Wet van 30 December 1904, S. 282, houdende bepalingen omtrent bevloeiingen (Wet op de bevloeiingen 1904, S.282). Zwolle, 1919.
- Wet van den 27sten April 1912, S. 165, tot regeling van het Armbestuur (Armenwet). Zwolle, 1919.
- Wet van den 23sten April 1880, S. 67, zooals deze is gewijzigd bij de wetten van 15 April 1886, S. 64 en 9 Juli 1900, S. 118, betreffende de openbare middelen van vervoer met uitzondering der spoorwegdiensten. Zwolle, 1919.
- Wet van den 17den Augustus 1878, S. 127, tot regeling van het Lager Onderwijs zooals deze wet nader is gewijzigd en aangevuld, met enkele verdere wetten en wetsbepalingen. Zwolle, 1919.
- Wet van den 7den April 1896, S. 57, zooals die is gewijzigd ..., betreffende de maten, gewigten en weegwerktuigen. Zwolle, 1919.